# Mark Bennett
Mark Stewart Bennett (Cumnock, 3 febbraio 1993) è un rugbista internazionale per la Scozia nella disciplina a XV e per la Gran Bretagna nel VII, con cui ha preso parte ai giochi olimpici.
Gioca nel ruolo di tre quarti centro con Edimburgo.

## Biografia
Formatosi a livello giovanile nell'Ayr RFC, Bennett entrò a far parte della Scozia-Under 20 e nel 2011 si trasferì in Francia per giocare con il Clermont. Un serio infortunio al ginocchio compromise la sua stagione agonistica, così tornò in patria unendosi ai Glasgow Warriors.
Figurò tra i convocati del tour estivo del 2014 della nazionale scozzese, ma per il suo debutto internazionale dovette attendere l'8 novembre dello stesso anno in occasione del test match casalingo vinto 41-31 contro l'Argentina. In seguito giocò da titolare in tutte e 5 le partite del Sei Nazioni 2015 e, fresco vincitore del Pro12 con il suo club, fu pure selezionato per disputare la Coppa del Mondo di rugby 2015, segnando due mete contro il Giappone durante la fase a gironi e una meta nella partita dei quarti di finale persa 35-34 contro l'Australia.
Fece inoltre parte della selezione di rugby a 7 della Gran Bretagna che vinse la medaglia d'argento alle Olimpiadi di Rio de Janeiro 2016.

## Palmarès
- Pro12: 1
Glasgow Warriors: 2014-15